# Walter Fabian (homme politique)
Pour les articles homonymes, voir Walter Fabian.
Walter Max Fabian (né le 24 août 1902 à Berlin - décédé le 15 février 1992 à Cologne) était un homme politique socialiste, résistant, journaliste et traducteur.

## Œuvres
- Die Friedensbewegung: Ein Handbuch der Weltfriedensströmungen der Gegenwart. Berlin 1922. (en commun avec Kurt Lenz)
- Die Kriegsschuldfrage. Grundsätzliches und Tatsächliches zu ihrer Lösung. Leipzig 1925
- Klassenkampf um Sachsen. Ein Stück Geschichte 1918 - 1930. Löbau 1930
- Mit sanfter Beharrlichkeit. Ausgewählte Aufsätze 1924-1991. Frankfurt/Main 1992  (ISBN 3-7638-0187-1)